# Kari Ylianttila
Kari Sakari Ylianttila (* 28. August 1953 in Rovaniemi) ist ein ehemaliger finnischer Skispringer und Skisprungtrainer.

## Werdegang
Seinen ersten Auftritt bei einem internationalen Turnier hatte er 1971 bei der Vierschanzentournee, doch verlief seine Karriere in den nächsten Jahren eher schleppend. Der größte Erfolg seiner Laufbahn war dann der Gewinn der 26. Vierschanzentournee im Winter 1977/78; er gewann in Bischofshofen und erreichte in Innsbruck und Garmisch-Partenkirchen den zweiten, im Oberstdorf den dritten Rang. Nach diesem Erfolg gelang ihm jedoch kein weiterer Sieg, und 1982 beendete er seine Karriere.
Von 1987 bis 1994 war er Trainer der finnischen Skisprungmannschaft, die er zu zahlreichen Medaillenerfolgen führte. Geradezu legendär sind die nicht selten handfesten Auseinandersetzungen, die er sich mit Matti Nykänen, seinem besten, aber auch ausgesprochen jähzornigen, Springer, lieferte.
Von 1994 bis 2004 war er Trainer der amerikanischen Skisprungmannschaft und verlegte seinen Wohnsitz nach Park City. Seine Aufgabe war es, bis zu den Olympischen Winterspielen 2002 in Salt Lake City eine konkurrenzfähige amerikanische Mannschaft zu formen; die USA waren im Skispringen bis zu dieser Zeit eher ein Entwicklungsland. Das Unterfangen gelang nur bedingt. Zwar gelang es Ylianttila in den 1990er Jahren, mit Alan Alborn und Clint Jones zwei Springer an die Weltspitze heranzuführen, doch bei den Olympischen Spielen belegte das amerikanische Team nur den elften Rang.
Im Winter 2004/05 wechselte Ylianttila als Trainer zum schwedischen Skiverband. Von Juli 2005 bis 2010 war er Trainer der japanischen Mannschaft.

## Erfolge

### Weltcup-Platzierungen
| Saison  | Platz | Punkte |
| ------- | ----- | ------ |
| 1980/81 | 20.   | 45     |
| 1981/82 | 19.   | 54     |